# 觸控式螢幕

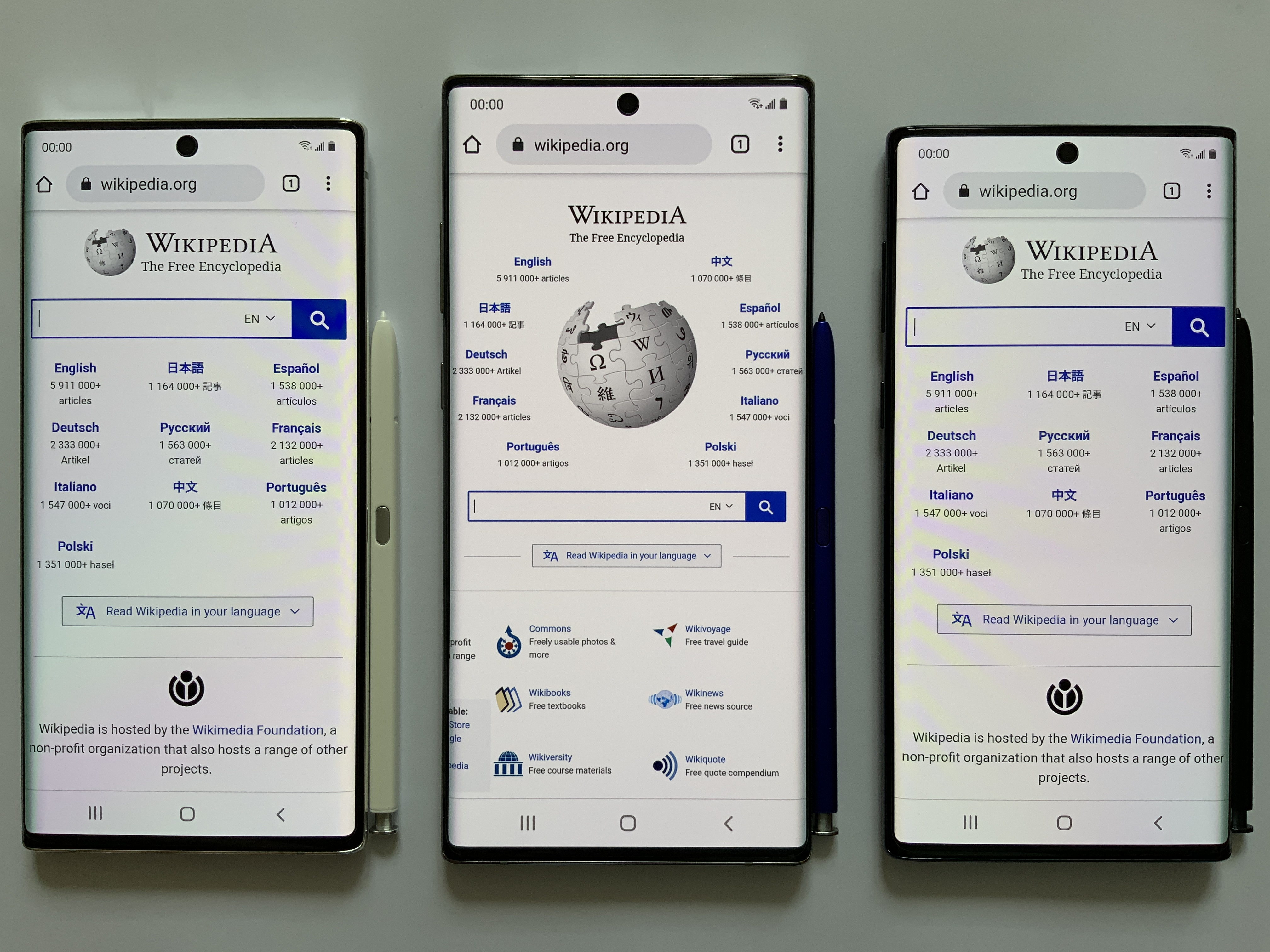
三星Galaxy手机上浏览维基百科

觸控螢幕（英語：Touchscreen），是可以接收觸頭（包括手指或者膠筆頭等）等輸入訊號的感應式LED顯示器、液晶顯示、平板螢幕或电子墨水裝置。當接觸了螢幕上的圖形按鈕時，螢幕上的觸覺反饋系統可根據預先編程的程式驅動各種連結裝置，可用以取代機械式的按鈕面板，並藉由顯示畫面製造出生動的影音效果。
觸控螢幕的用途非常廣泛，從常見的提款機、PDA、到工業用的觸控電腦，因為觸控螢幕為親切且生動的人機介面。有些觸控螢幕需要普通或特殊塗層的手套才能運作，而有些則只能使用專用觸控筆或鋼筆。使用者可以使用觸控螢幕對顯示的內容做出反應，如果軟體允許，還可以控制顯示方式；例如，縮放以增加文字大小。
觸控螢幕使用戶能夠直接與顯示的內容進行交互，而無需使用滑鼠、觸控板或其他類似設備（除了手寫筆，對於大多數現代觸控螢幕來說，手寫筆是可選的）。

## 歷史
全球第一款触摸操作的智能手机是IBM公司在1992年发布的一款名为IBM Simon的手机。目前智能手机都採用了觸控式螢幕，典型的例子如三星Galaxy。

## 種類
通常是在半反射式液晶面板上覆蓋一層壓力板，其對壓力有高敏感度，當物體施壓於其上時會有電流訊號產生以定出壓力源位置，並可動態追蹤。
現亦有In cell Touch觸控元件整合於顯示面板之內，使面板本身就具有觸控功能，不需另外進行與觸控面板的貼合與組裝即可達到觸控的效果與應用。
按传感器工作原理，觸控螢幕大致上可分為︰
- 電容式
- 電阻式
- 紅外線式
- 聲波式

## 應用裝置
- 餐饮點餐系統
- 会议展示
- 醫療系統
- POS
- Kiosk
- GPS
- 提款機
- 售票機
- 遊樂器
- 工業用人機介面
- 停車場停車繳費系統
- 數位家電
- 汽車中央控制面板
- PC手寫系統
- 录音设备用开关
- 筆記型電腦觸控板
- 個人數位助理
- 手機
  - iPhone
  - Android
- 平板電腦
  - iPad
  - Android
  - Microsoft Surface
- 數位繪圖板

### 來源
- Shneiderman, B. . IEEE Software. 1991, 8 (2): 93–94, 107. S2CID 14561929. doi:10.1109/52.73754.
- Potter, R.; Weldon, L. & Shneiderman, B. . Proc. CHI'88. Washington, DC: ACM Press. 1988: 27–32.
- Sears, A.; Plaisant, C. & Shneiderman, B. . Hartson, R. & Hix, D.  (编).  3. Ablex, NJ. 1992: 1–33.
- Sears, Andrew; Shneiderman, Ben. . International Journal of Man-Machine Studies. April 1991, 34 (4): 593–613. S2CID 2430120. doi:10.1016/0020-7373(91)90037-8. hdl:1903/360 .